# Langlaufen op de Paralympische Winterspelen 1998
De VIIe Paralympische Winterspelen werden in 1998 gehouden in Nagano, Japan. België nam niet deel aan deze Paralympische Spelen.
De Nederlandse Marjorie van de Bunt won zilver op de 5 km vrij

## Mannen
| Rank | Land | Tijd    |
| ---- | ---- | ------- |
| 1    | GER  | 33:15.3 |
| 2    | SUI  | 33:19.3 |
| 3    | FRA  | 33:42.6 |

| Rank | Land | Tijd      |
| ---- | ---- | --------- |
| 1    | RUS  | 1:20:58.7 |
| 2    | GER  | 1:21:28.5 |
| 3    | NOR  | 1:23:43.5 |

### 5 km
| Klasse    |         | land | Goud                   | land | Zilver            | land | Brons                |
| --------- | ------- | ---- | ---------------------- | ---- | ----------------- | ---- | -------------------- |
| B1        | 17:31.4 | RUS  | Valeri Kouptchinski    | NOR  | Magne Lunde       | NOR  | Helge Flo            |
| B2        | 14:49.8 | GER  | Frank Hoefle           | RUS  | Irek Mannanov     | SWE  | Torbjoern Ek         |
| B3        | 14:48.7 | RUS  | Alexandre Nassarouline | GER  | Alexander Schwarz | RUS  | Grigori Klimov       |
| ID        | 16:24.1 | UKR  | Pedro Kardash          | JPN  | Satoru Abiko      | RUS  | Iuri Isaev           |
| LW3/4/9   | 16:53.4 | FRA  | Andre Favre            | NOR  | Kjartan Haugen    | FIN  | Kalervo Pieksaemaeki |
| LW5/7,6/8 | 16:27.1 | NOR  | Sten Oluf Horn         | GER  | Thomas Oelsner    | GER  | Axel Hecker          |
| LW10      | 21:29.8 | RUS  | Sergej Sjilov          | FRA  | Alexander Brunet  | GER  | Klaus Kleiser        |
| LW11      | 19:16.2 | SUI  | Ruedi Weber            | AUT  | Oliver Anthofer   | NOR  | Karl Einar Henriksen |
| LW12      | 17:48.6 | FIN  | Kari Joki-Erkkila      | GER  | Michael Weymann   | FIN  | Teuvo Ojala          |

### 10 km
| Klasse |         | land | Goud                 | land | Zilver            | land | Brons       |
| ------ | ------- | ---- | -------------------- | ---- | ----------------- | ---- | ----------- |
| LW10   | 44:19.5 | FRA  | Alexander Brunet     | RUS  | Mikhail Terentiev | SUI  | Heinz Frei  |
| LW11   | 40:18.3 | NOR  | Karl Einar Henriksen | ITA  | Roland Ruepp      | SUI  | Ruedi Weber |
| LW12   | 38:09.6 | FIN  | Kari Joki-Erkkila    | GER  | Michael Weymann   | USA  | Robert Balk |

### 15 km
| Klasse    |         | land | Goud                   | land | Zilver               | land | Brons                |
| --------- | ------- | ---- | ---------------------- | ---- | -------------------- | ---- | -------------------- |
| B1        | 33:16.5 | RUS  | Valeri Kouptchinski    | GER  | Wilhelm Brem         | RUS  | Oleh Munts           |
| B2        | 28:23.5 | RUS  | rek Mannanov           | GER  | Frank Hoefle         | RUS  | Nikolai Ilioutchenko |
| B3        | 27:36.4 | RUS  | Alexandre Nassarouline | GER  | Alexander Schwarz    | FRA  | Elie Zampin          |
| ID        | 32:20.5 | UKR  | Pedro Kardash          | RUS  | Iuri Isaev           | RUS  | Louri Semiannikov    |
| LW2/3/4/9 | 30:46.3 | FRA  | Andre Favre            | FIN  | Kalervo Pieksaemaeki | GER  | Wolfgang Mahler      |
| LW5/7,6/8 | 30:53.6 | GER  | Thomas Oelsner         | NOR  | Andreas Hustveit     | FRA  | Emmanuel Lacroix     |
| LW10-12   | 53:04.7 | NOR  | Karl Einar Henriksen   | RUS  | Mikhail Terentiev    | SUI  | Heinz Frei           |

### 20 km
| Klasse |           | land | Goud                | land | Zilver               | land | Brons            |
| ------ | --------- | ---- | ------------------- | ---- | -------------------- | ---- | ---------------- |
| B1-3   | 1:05:13.0 | RUS  | Valeri Kouptchinski | RUS  | Irek Mannanov        | GER  | Frank Hoefle     |
| ID     | 1:17:07.6 | UKR  | Pedro Kardash       | RUS  | Iuri Isaev           | JPN  | Hiroki Shinohara |
| LW2-9  | 1:12:52.0 | NOR  | Sten Oluf Horn      | FIN  | Kalervo Pieksaemaeki | USA  | Michael Crenshaw |

## Vrouwen
| \| Rank \| Land \| Tijd \| \| ---- \| ---- \| ------- \| \| 1 \| NOR \| 33:53.1 \| \| 2 \| AUT \| 36:35.1 \| \| 3 \| GER \| 37:23.6 \| |      |         |
| Rank | Land | Tijd    |
| 1 | NOR  | 33:53.1 |
| 2 | AUT  | 36:35.1 |
| 3 | GER  | 37:23.6 |

### 2.5 km
| Klasse  |        | land | Goud               | land | Zilver            | land | Brons              |
| ------- | ------ | ---- | ------------------ | ---- | ----------------- | ---- | ------------------ |
| LW10-12 | 9:22.6 | NOR  | Ragnhild Myklebust | CAN  | Colette Bourgonje | UKR  | Svitlana Tryfonova |

### 5 km klassiek
| Klasse  |         | land | Goud               | land | Zilver              | land | Brons             |
| ------- | ------- | ---- | ------------------ | ---- | ------------------- | ---- | ----------------- |
| B1      | 21:18.0 | AUT  | Elisabeth Maxwald  | GER  | Verena Bentele      | RUS  | Lioubov Paninykh  |
| B2-3    | 18:52.2 | FIN  | Kaija Tuikkanen    | FIN  | Sisko Kiiski        | FIN  | Jaana Argillander |
| ID      | 20:11.0 | RUS  | Natalia Smirnova   | UKR  | Olga Kravchuk       | RUS  | Natalia Lugakova  |
| LW2-9   | 18:49.3 | FIN  | Tanja Kari         | NOR  | Anne Helene Barlund | FIN  | Siw Vestengen     |
| LW10-12 | 19:19.9 | NOR  | Ragnhild Myklebust | CAN  | Colette Bourgonje   | UKR  | Olena Akopyan     |

### 5 km vrij
| Klasse |         | land | Goud               | land | Zilver               | land | Brons               |
| ------ | ------- | ---- | ------------------ | ---- | -------------------- | ---- | ------------------- |
| B1     | 21:18.0 | DEN  | Anne-Mette Bredahl | GER  | Verena Bentele       | AUT  | Elisabeth Maxwald   |
| B2-3   | 16:29.3 | NOR  | Tone Gravvold      | FIN  | Kaija Tuikkanen      | FIN  | Sisko Kiiski        |
| ID     | 17:30.9 | RUS  | Natalia Smirnova   | RUS  | Natalia Lugakova     | POL  | Danuta Poznanska    |
| LW2-9  | 14:53.0 | FIN  | Tanja Kari         | NED  | Marjorie van de Bunt | NOR  | Anne Helene Barlund |

### 10 km
| Klasse  |         | land | Goud               | land | Zilver          | land | Brons           |
| ------- | ------- | ---- | ------------------ | ---- | --------------- | ---- | --------------- |
| LW10-11 | 45:10.6 | NOR  | Ragnhild Myklebust | ITA  | Dorothea Agetle | UKR  | Tamara Kulynych |

### 15 km
| Klasse |           | land | Goud             | land | Zilver              | land | Brons            |
| ------ | --------- | ---- | ---------------- | ---- | ------------------- | ---- | ---------------- |
| B1-3   | 1:07:00.5 | FIN  | Sisko Kiiski     | FIN  | Kaija Tuikkanen     | NOR  | Tone Gravvold    |
| ID     | 1:07:00.5 | RUS  | Natalia Smirnova | RUS  | Natalia Lugakova    | POL  | Danuta Poznanska |
| LW2-9  | 1:07:00.5 | FIN  | Tanja Kari       | NOR  | Anne Helene Barlund | NOR  | Siw Vestengen    |

## Deelnemende landen Langlaufen 1998
- GER
- SUI
- FRA
- RUS
- NOR
- POL
- FIN
- JPN
- ITA
- FRA
- AUT
- UKR
- USA
- BLR
- GBR
- SWE
- SVK
- KAZ
- EST
- ESP
- CAN
- DEN
- CZE
- NED

Alpineskiën · Biatlon · Langlaufen · Priksleeën · Sledgehockey
1976 · 1980 · 1984 · 1988 · 1992 · 1994 · 1998 · 2002 · 2006 · 2010 · 2014